# Wągiel
Wągiel – jezioro w woj. warmińsko-mazurskim, w pow. mrągowskim, w granicach administracyjnych gminy Piecki i gminy wiejskiej Mrągowo, na terenie Pojezierza Mrągowskiego.
Powierzchnia zwierciadła wody według różnych źródeł wynosi od 160,0 ha przez 176,8 ha do 180 ha.
Zwierciadło wody położone jest na wysokości 134,0 m n.p.m. lub 134,1 m n.p.m. Średnia głębokość jeziora wynosi 4,2 m, natomiast głębokość maksymalna 13,3 m.
W oparciu o badania przeprowadzone w 1999 roku wody jeziora zaliczono do III klasy czystości.
Na lewym brzegi widoczne są ślady nasypu kolejowego, dawnej linii kolejowej Mrągowo-Ruciane, rozebranej w 1945 r.
Nad jeziorem znajduje się camping należący do gminy Piecki.